# Carrarese Calcio 1908 1998-1999
Questa voce raccoglie le informazioni riguardanti la Carrarese Calcio 1908 nelle competizioni ufficiali della stagione 1998-1999.

## Stagione
Nella stagione 1998-1999 la Carrarese disputa il girone A del campionato di Serie C1, raccoglie 45 punti che valgono il nono posto. Allenata da Fabrizio Tazzioli, parte lenta, al termine del girone di andata ha solo 17 punti ed è in terz'ultima posizione in piena lotta per evitare i Play-out, ci riesce con una seconda parte di campionato ottima, infatti il bottino del girone di ritorno è di ben 28 punti, che la mettono al riparo da qualsiasi insidia. Nella Coppa Italia di Serie C la Carrarese disputa il girone G di qualificazione, che promuove ai sedicesimi di finale il Sassuolo, ottiene quattro pareggi, in quattro incontri, imbattuta ma anche senza vittorie.

## Rosa
| N. |                   | Ruolo | Calciatore             |
| -- | ----------------- | ----- | ---------------------- |
|    | Italia (bandiera) | C     | Orlando Andreazzoli    |
|    | Italia (bandiera) | D     | Andrea Benassi         |
|    | Italia (bandiera) | A     | Massimiliano Benfari   |
|    | Italia (bandiera) | D     | Marcello Cottafava     |
|    | Italia (bandiera) | D     | Filippo De Mattei      |
|    | Italia (bandiera) | C     | Davide Di Terlizzi     |
|    | Italia (bandiera) | A     | Nunzio Falco           |
|    | Italia (bandiera) | C     | Fabio Favi             |
|    | Italia (bandiera) | C     | Fabio Giannasi         |
|    | Italia (bandiera) | D     | Claudio Lombardo       |
|    | Italia (bandiera) | D     | Matteo Matteazzi       |
|    | Italia (bandiera) | C     | Massimiliano Menchetti |
|    | Italia (bandiera) |       | Riccardo Musetti       |

| N. |                   | Ruolo | Calciatore          |
| -- | ----------------- | ----- | ------------------- |
|    | Italia (bandiera) | D     | Giacomo Nincheri    |
|    | Italia (bandiera) | P     | Stefano Pardini     |
|    | Italia (bandiera) | D     | Christian Pennucci  |
|    | Italia (bandiera) | C     | Daniele Perrone     |
|    | Italia (bandiera) | A     | Andrea Pierotti     |
|    | Italia (bandiera) | A     | Cristian Polidori   |
|    | Italia (bandiera) | A     | Tommaso Porfido     |
|    | Italia (bandiera) | A     | Armando Puca        |
|    | Italia (bandiera) | A     | Davide Ratti        |
|    | Italia (bandiera) | P     | Mauro Rosin         |
|    | Italia (bandiera) | C     | Antonio Terracciano |
|    | Italia (bandiera) | D     | Tiziano Toracca     |
|    | Italia (bandiera) | D     | Francesco Vincenti  |

## Risultati

### Campionato

#### Girone di andata
| Arbitro: | Cavallaro (Legnago) |

|                      |           |                       |
| Menchetti 61’ (rig.) | Marcatori | 20’ (rig.) Cancellato |

| Arbitro: | Morganti (Ascoli Piceno) |

|  |           |                                                |
|  | Marcatori | 3’ Matteazzi 35’ (rig.) Menchetti 50’ Polidori |

| Arbitro: | Ciccoianni (Ascoli Piceno) |

|                                             |           |  |
| Giometti 37’ Spinelli 55’ Figaia 75’ (rig.) | Marcatori |  |

| Arbitro: | Manari (Teramo) |

|              |           |           |
| Polidori 50’ | Marcatori | 42’ Nordi |

| Siena 4 ottobre 1998 5ª giornata | Siena          | 0 – 0 | Carrarese | Stadio Artemio Franchi\| Arbitro: \| Pieri (Genova) \| |
| Arbitro:                         | Pieri (Genova) |       |           |                                                        |

| Arbitro: | Palmieri (Cosenza) |

|              |           |  |
| Polidori 35’ | Marcatori |  |

| Arbitro: | Nigro (Torre del Greco) |

|                     |           |                               |
| Menchetti 5’ (rig.) | Marcatori | 17’, 72’ G. Ferrari 59’ Memmo |

| Lecco 25 ottobre 1998 8ª giornata | Lecco           | 0 – 0 | Carrarese | Stadio Rigamonti-Ceppi\| Arbitro: \| Cavuoti (Vasto) \| |
| Arbitro:                          | Cavuoti (Vasto) |       |           |                                                         |

| Arbitro: | Cirone (Palermo) |

|                      |           |             |
| Menchetti 65’ (rig.) | Marcatori | 14’ Mazzoli |

| Arbitro: | Palmieri (Cosenza) |

|                                                  |           |               |
| Vecchi 19’ De Silvestro 41’ (rig.) Pelatti 90+2’ | Marcatori | 38’ Menchetti |

| Carrara 22 novembre 1998 11ª giornata | Carrarese        | 0 – 0 | Modena | Stadio dei Marmi\| Arbitro: \| Cirone (Palermo) \| |
| Arbitro:                              | Cirone (Palermo) |       |        |                                                    |

| Arbitro: | Strocchia (Nola) |

|                                 |           |                 |
| Fioretti 21’ (rig.) Bellini 82’ | Marcatori | 20’ (rig.) Favi |

| Arbitro: | Nigro (Torre del Greco) |

|  |           |            |
|  | Marcatori | 32’ Alteri |

| Lumezzane 13 dicembre 1998 14ª giornata | Lumezzane              | 0 – 0 | Carrarese | Nuovo Stadio Comunale\| Arbitro: \| D'Agostini (Frosinone) \| |
| Arbitro:                                | D'Agostini (Frosinone) |       |           |                                                               |

| Arbitro: | Cecotti (Udine) |

|                                   |           |                                       |
| Polidori 11’, 52’ Favi 57’ (rig.) | Marcatori | 45+2’ (rig.) Fiorio 90+2’ Cornacchini |

| Arbitro: | Cruciani (Pesaro) |

|              |           |  |
| Saverino 30’ | Marcatori |  |

| Arbitro: | Silvestrini (Macerata) |

|                      |           |           |
| Menchetti 50’ (rig.) | Marcatori | 31’ Salvi |

#### Girone di ritorno
| Arbitro: | Gabriele (Frosinone) |

|              |           |                        |
| Ginestra 71’ | Marcatori | 51’ Falco 76’ Nincheri |

| Arbitro: | Evangelista (Avellino) |

|                                 |           |             |
| Polidori 10’, 90+1’ Benfari 88’ | Marcatori | 33’ Massara |

| Arbitro: | Borelli (Roma) |

|              |           |  |
| Nincheri 15’ | Marcatori |  |

| Arbitro: | Porretta (Palermo) |

|                                               |           |             |
| Rimondini 26’ (rig.) Filippi 45+1’ Scarpa 47’ | Marcatori | 3’ Polidori |

| Carrara 14 febbraio 1999 22ª giornata | Carrarese                       | 0 – 0 | Siena | Stadio dei Marmi\| Arbitro: \| Amato (Castellammare di Stabia) \| |
| Arbitro:                              | Amato (Castellammare di Stabia) |       |       |                                                                   |

| Arbitro: | Ardito (Bari) |

|  |           |              |
|  | Marcatori | 82’ Lombardo |

| Arbitro: | Verrucci (Fermo) |

|                |           |              |
| G. Ferrari 47’ | Marcatori | 79’ Polidori |

| Arbitro: | N. Ayroldi (Molfetta) |

|           |           |  |
| Falco 29’ | Marcatori |  |

| Arbitro: | Cavallaro (Legnago) |

|                      |           |                               |
| Matteazzi 60’ (aut.) | Marcatori | 25’ Polidori 48’ (rig.) Falco |

| Carrara 28 marzo 1999 27ª giornata | Carrarese          | 0 – 0 | Brescello | Stadio dei Marmi\| Arbitro: \| Palmieri (Cosenza) \| |
| Arbitro:                           | Palmieri (Cosenza) |       |           |                                                      |

| Arbitro: | Cecotti (Udine) |

|                   |           |                  |
| Bizzarri 35’, 77’ | Marcatori | 74’ (rig.) Falco |

| Arbitro: | Pieri (Genova) |

|                                 |           |                     |
| Castiglione 29’ (aut.) Favi 87’ | Marcatori | 56’ (rig.) Fioretti |

| Arbitro: | Linfatici (Viareggio) |

|                                              |           |  |
| Bernini 50’ Affatigato 73’ (rig.) Alteri 90’ | Marcatori |  |

| Arbitro: | Battaglia (Messina) |

|                        |           |                |
| Nincheri 28’ Ratti 49’ | Marcatori | 68’, 88’ Taldo |

| Arbitro: | Silvestrini (Macerata) |

|                    |           |  |
| Saurini 43’ (rig.) | Marcatori |  |

| Arbitro: | Urbano (Carbonia) |

|                           |           |  |
| Matteazzi 18’ Ratti 90+1’ | Marcatori |  |

| Arbitro: | Zaltron (Bassano del Grappa) |

|                  |           |              |
| Saudati 44’, 78’ | Marcatori | 58’ Pierotti |

### Coppa Italia di Serie C

#### Girone G
| Arbitro: | Ioseffi (Siena) |

|           |           |                      |
| Michi 45’ | Marcatori | 48’ (rig.) Menchetti |

| 26 agosto 1998 2ª giornata |  | – Turno di riposo Carrarese |  |  |

| Carrara 30 agosto 1998 3ª giornata | Carrarese     | 0 – 0 | Spezia | Stadio dei Marmi\| Arbitro: \| Ciulli (Roma) \| |
| Arbitro:                           | Ciulli (Roma) |       |        |                                                 |

| Arbitro: | Gazzi (Torino) |

|              |           |             |
| Calabria 89’ | Marcatori | 23’ Porfido |

| Arbitro: | Trefoloni (Siena) |

|               |           |             |
| Cottafava 12’ | Marcatori | 57’ Pizzuto |